# ジョン・ジョリー
ジョン・ロウラー・ジョリー(英語: John Lawlor Jolley, 1840年7月14日 - 1926年12月14日)は、アメリカ合衆国の政治家、共和党員。出身はアッパー・カナダのモントリオール(現在のカナダケベック州モントリオール)。アメリカ合衆国下院議員を1期務めた。

## 経歴・人物
1840年7月14日、ジョリーはイギリス植民地のアッパー・カナダ、モントリオールの街に生まれた。父ジェームズはアイルランドからモントリオールに移住しており、ジョリーはアイルランド系2世にあたる。
モントリオールの小学校を卒業後、馬具職人に弟子入りするが、16歳の時、カナダを離れアメリカに渡った。ニューヨークのイーストマン・ビジネス・カレッジを卒業後、ウィスコンシン州に移住した際、南北戦争が勃発し、ジョリーはウィスコンシン州義勇歩兵連隊第23連隊C中隊に民兵として入隊し、北軍としてビックスバーグ方面作戦やジャクソンの戦いなどに参加した。戦後はダコタ準州バーミリオンに移り、学校教員や土地事務所職員などを務めた後、弁護士事務所を開業した。
ダコタ準州下院議員、準州上院議員、バーミリオン市長を歴任し、1891年に共和党現役の下院議員ジョン・ランキン・ギャンブルが任期途中に亡くなると、その残り任期を引き継ぐ形で連邦下院議員に選出された。1892年選挙には出馬せず、政界を引退し、弁護士活動を再開させた。
1926年12月14日、バーミリオンで死去した。

## エポニム
- ジョリー小学校：サウスダコタ州バーミリオンにある初等教育機関。